# آرادو آر ۷۷
آرادو آر ۷۷ (به انگلیسی: Arado_Ar_77) یک هواگرد از نوع هواپیمای آموزشی ساخت شرکت آرادو فلوکتسایک‌ورک در آلمان است. هواگرد آرادو آر ۷۷ نخستین پروازش را در ۱۹۳۴ میلادی انجام داد. در مجموع، تعداد 2 فروند از این هواگرد ساخته شده‌است.